# Arnoldo Santos Guerra
Arnoldo Santos Guerra (Mazo, La Palma, 1948) es un botánico español. Desarrolló actividades académicas en el Jardín Botánico de La Orotava y en el Instituto de Investigación y Tecnología Agrarias Retama de Tenerife, como Jefe de la Unidad Botánica del Jardín de Aclimatación de La Orotava.

## Biografía
Por la Universidad de La Laguna obtuvo una licenciatura en Geografía e Historia y se doctoró en Biología con una tesis sobre la vegetación y flora de La Palma. A partir de 1974 fue investigador del Instituto Canario de Investigaciones Agrarias, donde posteriormente fue nombrado jefe de la Unidad de Botánica y responsable de la aclimatación del Jardín de La Orotava.
Se jubiló en 2013, aunque su labor investigadora continuó después de ese año.
Ha sido también miembro del consejo científico de la Reserva de la biosfera de La Palma y de la Junta de Gobierno de la Real Sociedad Económica de Amigos del País de Tenerife.

## Investigación
Su carrera investigadora estuvo sobre todo centrada en la botánica del archipiélago canario, de cuya flora identificó dieciocho especies nuevas y más de veinte taxones a lo largo de más de cuarenta años de trabajo.
Realizó también diversas investigaciones en el resto de la Macaronesia y en países de otros continentes.
También fue el descubridor en 2024 de un espécimen fósil de 700.000 años de dos lagartos gigantes de Tenerife ―se cree que pertenecientes a Gallotia goliath―, los cuáles se cree que estaban juntos en una formación dunar, y que la muerte les sobrevino de manera accidental, pues la estructura ósea está casi intacta.

## Publicaciones

### Libros
- 1977. Naturaleza Canaria en el "Natura y Cultura de las Islas Canarias" ISBN 8440052936

- 1979. Árboles de Canarias. Ed. Interinsular Canaria, 43 pp. ISBN 8485543084

- 1980. Contribución al conocimiento de la flora y vegetación de la isla de El Hierro: (J. Canarias). Fundación Juan March, 51 pp. ISBN 8470751565

- 1983. Vegetación y flora de La Palma. Editorial Interinsular Canaria, 348 pp. ISBN 8485543432

- 1989. The biology, status and conservation of the monk seal (Monachus monachus): final report to the Council of Europe, Palais de l'Europe. Strasbourg, octubre de 1988, Vols. 41-49. Con Brian Groombridge, Didier Marchessaux, Ian David Gauld, Martin C. D. Speight, Miguel Delibes, Peter S. Maitland, Urs Breitenmoser, W. Flückiger, Christine Breitenmoser-Würsten. Environment Conservation and Management Division. Editor Council of Europe, 46 pp. ISBN 9287116628

- 1990. Bosques de Laurisilva en la región macaronésica. N.º 49 de Sauvegarde de la nature. Editor Conseil de l'Europe, 79 pp. ISBN 9287118779

- 1994. Pre-Linnaean References for the Macaronesian Flora Found in Leonard Plukenet's Works and Collections. Volumen 24, N.º 1 de Bulletin of the Natural History Museum. Con J. Francisco-Ortega, Charles E. Jarvis, Charles E. Ziavras. Editor Intercept, 34 pp.

- 1999. Origen y evolución de la flora canaria en "Ecología y cultura en Canarias"

- 2002. Investigaciones fitoquímicas en plantas Canarias. Con Áurea Valera Molina. Editor Fundación Ramón Areces, 385 pp.

## Homenajes y reconocimientos
- Premio extraordinario de Doctorado[2]
- 2003: Premio internacional a la Conservación Excelente, por Instituto de Investigación Botánica de Texas[5]
- 2005: Premio Atlántico de Medio Ambiente[1]
- La abreviatura «A.Santos» se emplea para indicar a Arnoldo Santos Guerra como autoridad en la descripción y clasificación científica de los vegetales.[6]